# Meraj (БПЛА)
Meraj БПЛА (перс. پهپاد معراج) — іранський безпілотний літальний апарат, що належить Корпусу вартових Ісламської революції. Цей безпілотний літальний апарат здатний літати зі швидкістю 140 км/год на висоту 12 000 футів (3660 м). Вага Meraj становить 33 кілограми і він здатний нести корисне навантаження 5 кілограмів. Цей БПЛА, який вважається одним з останніх наземних дронів КВІР, пройшов свої випробування/експерименти і готовий до виконання розвідувальних місій. Безпілотний літальний апарат Meraj є результатом проектування/будівництва в Дослідницькому центрі БПЛА Організації самозабезпечення NEZSA.

## Історія
Вперше БПЛА Мерадж був показаний під час параду 22 вересня 2017 року в Тегерані. Цей іранський безпілотник не має традиційного шасі для посадки. Замість цього він сідає прямо на своє «черево» (нижню частину корпусу), як це роблять деякі військові дрони або планери. Це своєрідний спосіб гасіння швидкості при приземленні, що може зменшити ризик пошкоджень, особливо якщо матеріали корпусу спеціально розраховані на таку посадку. Саме тому він використовує вбудовану підйомну камеру у своєму корпусі, яка не спричиняє будь-яких пошкоджень під час посадки. Використання такого типу пускового пристрою дозволяє безпілотному літальному апарату не потребувати спеціальної злітно-посадкової смуги для посадки/зльоту і бути здатним орудувати на будь-якому типі доріг чи шосе, що мають рівну поверхню.